# Gottlieb Machate
Gustav Gottlieb Walter Machate (* 20. November 1904 in Breslau; † 27. Mai 1974 in Stuttgart) war ein deutscher Schachspieler.
Machate gewann 1926 in Altheide Bad und 1937 Beuthen die Meisterschaft von Schlesien. Er nahm mit Deutschland an der inoffiziellen Schacholympiade 1926 in Budapest teil. Er lebte nach dem Zweiten Weltkrieg in Stuttgart und gewann 1947 die Württembergischen Meisterschaften. Machate nahm zwischen 1947 und 1950 viermal in Folge an Gesamtdeutschen Meisterschaften teil, wobei er 1947 in Weidenau Dritter wurde. 1948 in Essen war Machate ebenfalls Dritter vor Lothar Schmid bei der Deutschen Meisterschaft, die Wolfgang Unzicker vor Georg Kieninger gewann. Es folgten weitere Teilnahmen 1949 und 1950, jeweils in Bad Pyrmont. Aufgrund dieser Leistungen durfte er den Titel „Nationaler Meister“ führen.
Machate erreichte im Oktober 1948 seine beste historische Elo-Zahl von 2569 und lag damit auf dem 61. Platz der Weltrangliste (den er zuvor bereits im Mai 1928 erreicht hatte).